# Académicien (Finlande)
Académicien (finnois : Akateemikko) est un titre honorifique décerné depuis 1948 par le président finlandais à des personnalités scientifiques et culturelles pour leurs réalisations remarquables.

## Académiciens
De 1948 à 1969, 23 personnalités ont reçu le titre d’académicien,
| Académicien             | Vie       | Domaine                 | Période   |
| ----------------------- | --------- | ----------------------- | --------- |
| Wäinö Aaltonen          | 1894–1966 | sculpteur               | 1948–1964 |
| Yrjö Ilvessalo          | 1892–1983 | sylviculture            | 1948–1962 |
| Eino Kaila              | 1890–1958 | philosophe, psychologue | 1948–1958 |
| Yrjö Kilpinen           | 1892–1959 | compositeur             | 1948–1959 |
| V. A. Koskenniemi       | 1885–1962 | écrivain                | 1948–1955 |
| Rolf Nevanlinna         | 1895–1980 | mathématiques           | 1948–1965 |
| Onni Okkonen            | 1886–1962 | histoire de l’Art       | 1948–1956 |
| Erik Palmén             | 1898–1985 | météorologie            | 1948–1968 |
| Yrjö Toivonen           | 1890–1956 | linguistique            | 1948–1956 |
| Artturi Ilmari Virtanen | 1895–1973 | biochimie               | 1948–1965 |
| Yrjö Väisälä            | 1891–1971 | géodésie, astronomie    | 1951–1961 |
| Alvar Aalto             | 1898–1976 | architecte              | 1955–1968 |
| Toivo Pekkanen          | 1902–1957 | écrivain                | 1955–1957 |
| Martti Haavio           | 1899–1973 | poésie populaire        | 1956–1969 |
| Paavo Ravila            | 1902–1974 | linguistique            | 1956–1963 |
| Mika Waltari            | 1908–1979 | écrivain                | 1957–1978 |
| Uuno Klami              | 1900–1961 | compositeur             | 1959–1961 |
| Kustaa Vilkuna          | 1902–1980 | ethnographie            | 1959–1972 |
| Georg Henrik von Wright | 1916–2003 | philosophe              | 1961–1986 |
| Joonas Kokkonen         | 1921–1996 | compositeur             | 1963–1991 |
| Erkki Laurila           | 1913–1999 | physique                | 1963–1983 |
| Erkki Itkonen           | 1913–1992 | linguistique            | 1964–1983 |
| Sam Vanni               | 1908–1992 | graphiste               | 1965–1978 |

## Académiciens des sciences
Le président décerne le titre d'académicien des sciences de Finlande sur recommandation de la direction de l'Académie de Finlande pour récompenser des chercheurs émérites:

### Académiciens des sciences finlandais
| Académicien            | Vie       | Domaine                     | Année |
| ---------------------- | --------- | --------------------------- | ----- |
| Eino Jutikkala         | 1907–2006 | histoire                    | 1972  |
| Martti Rapola          | 1891–1972 | finnois                     | 1972  |
| Thure Sahama           | 1910–1983 | géologie                    | 1972  |
| Ilmo Hela              | 1915–1976 | océanographie               | 1975  |
| Ilmari Hustich         | 1911–1982 | géographie                  | 1975  |
| Olli Lehto             | 1925–     | mathématiques               | 1975  |
| Tauno Nurmela          | 1907–1985 | langues romanes             | 1975  |
| Lauri Posti            | 1908–1988 | langues finno-ougriennes    | 1975  |
| Valentin Kiparsky      | 1904–1983 | langues slaves              | 1976  |
| Olavi Granö            | 1925–2013 | géographie                  | 1980  |
| Oiva Ketonen           | 1913–2000 | philosophie                 | 1980  |
| Väinö Linna            | 1920–1992 | écrivain                    | 1980  |
| Heikki Waris           | 1901–1989 | politique sociale           | 1980  |
| Nils Westermarck       | 1910–2002 | science agricole            | 1980  |
| Matti Kuusi            | 1914–1998 | recherche folklorique       | 1985  |
| Pekka Jauho            | 1923–2015 | physique                    | 1987  |
| Nils Erik Enkvist      | 1925–2009 | linguistique                | 1990  |
| Esko Suomalainen       | 1910–1995 | génétique                   | 1990  |
| Pertti Virtaranta      | 1918–1997 | finnois                     | 1990  |
| Erik Allardt           | 1925–     | sociologie                  | 1995  |
| Jorma K. Miettinen     | 1921–2017 | chimie                      | 1995  |
| Albert de la Chapelle  | 1933–2020 | médecine                    | 1997  |
| Olli Lounasmaa         | 1930–2002 | physique                    | 1997  |
| Teuvo Kohonen          | 1934–     | traitement de l’information | 2000  |
| Arto Salomaa           | 1934–     | mathématiques               | 2001  |
| Pirjo Mäkelä           | 1930–2011 | médecine                    | 2003  |
| Päiviö Tommila         | 1931–     | histoire                    | 2004  |
| Anna-Leena Siikala     | 1943–2016 | Folkloristique              | 2009  |
| Leena Peltonen-Palotie | 1952–2010 | génétique                   | 2009  |
| Riitta Hari            | 1948–     | neurologie                  | 2010  |
| Risto M. Nieminen      | 1948–     | physique                    | 2014  |
| Irma Thesleff          | 1948–     | biologie du développement   | 2014  |
| Ilkka Hanski           | 1953–2016 | écologie                    | 2015  |
| Sirpa Jalkanen         | 1954–     | immunologie                 | 2015  |
| Eva-Mari Aro           | 1950–     | biologie végétale           | 2017  |
| Markku Kulmala         | 1958–     | recherche atmosphérique     | 2017  |
| Ilkka Niiniluoto       | 1946–     | philosophie                 | 2017  |

### Académiciens des sciences étrangers
| Académicien            | Vie       | Domaine             | Année |
| ---------------------- | --------- | ------------------- | ----- |
| Mstislav Keldyš        | 1911–1977 | URSS                | 1974  |
| Johannes Andenaes      | 1912–2003 | Norvège             | 1975  |
| Paul Ariste            | 1905–1990 | URSS                | 1980  |
| Péter Hajdú            | 1923–2002 | Hongrie             | 1980  |
| Torsten Hägerstrand    | 1916–2004 | Suède               | 1980  |
| Ancel Keys             | 1904–2004 | États-Unis          | 1980  |
| Wlodzimierz Kurylowicz | 1910–1990 | Pologne             | 1980  |
| John C. Wheatley       | 1927–1986 | États-Unis          | 1980  |
| Georgi Skrjabin        | 1917–1989 | URSS                | 1981  |
| Anatoli Aleksandrov    | 1903–1994 | URSS                | 1985  |
| Ragnar Granit          | 1900–1991 | Suède               | 1985  |
| Guri Martšuk           | 1925–2013 | Russie              | 1985  |
| János Szentágothai     | 1912–1994 | Hongrie             | 1985  |
| Arnold Burgen          | 1922–     | Grande-Bretagne     | 1990  |
| Hans Fromm             | 1919–2008 | Allemagne           | 1990  |
| Leon Lederman          | 1922–     | États-Unis          | 1990  |
| Birgitta Odén          | 1921–2016 | Suède               | 1990  |
| Darwin J. Prockop      | 1929–     | États-Unis          | 1990  |
| Stig Strömholm         | 1931–     | Suède               | 1990  |
| Ludvig Faddejev        | 1934–2017 | Russie              | 1991  |
| Alfred W. Crosby       | 1931–     | États-Unis          | 1995  |
| Bengt Hultqvist        | 1927–     | Suède               | 1995  |
| Lennart Philipson      | 1929–2011 | États-Unis          | 1996  |
| William D. Hamilton    | 1936–2000 | Grande-Bretagne     | 1996  |
| Sanjit K. Mitra        | 1935–     | États-Unis          | 2000  |
| Martha Nussbaum        | 1947–     | États-Unis          | 2000  |
| Richard Peto           | 1943–     | Grande-Bretagne     | 2000  |
| Richard Villems        | 1944–     | Estonie             | 2000  |
| Jared Diamond          | 1937–     | États-Unis          | 2004  |
| Erkki Ruoslahti        | 1940–     | Finlande/États-Unis | 2009  |